# Scott Warner
Pour les articles homonymes, voir Warner.
Scott Warner est un joueur de tennis américain, né le 22 décembre 1965 à Sacramento.
Il a gagné un tournoi en double, le tournoi de Sydney Indoor, en 1989, aux côtés de David Pate, en battant en finale la paire australienne Mark Kratzmann-Darren Cahill, alors tête de série no 1 du tournoi.

## Palmarès

### Titre en double messieurs
| No | Date       | Nom et lieu du tournoi                       | Catégorie | Dotation  | Surface    | Partenaire | Finalistes                   | Score         |  |
| -- | ---------- | -------------------------------------------- | --------- | --------- | ---------- | ---------- | ---------------------------- | ------------- |  |
| 1  | 09-10-1989 | Australian Indoor Tennis Championship Sydney |           | 375 000 $ | Dur (int.) | David Pate | Darren Cahill Mark Kratzmann | 6-3, 6-7, 7-5 |  |